# Metaphycus monastyrskii
Metaphycus monastyrskii är en stekelart som beskrevs av Sugonjaev 1996. Metaphycus monastyrskii ingår i släktet Metaphycus och familjen sköldlussteklar.
Artens utbredningsområde är Vietnam. Inga underarter finns listade i Catalogue of Life.